# Loveeeeeee Song
Loveeeeeee Song è la quinta traccia dell'album Unapologetic della cantante barbadiana Rihanna in collaborazione col rapper Future. Il brano è stato pubblicato sotto forma di singolo promozionale negli Stati Uniti prima e come singolo ufficiale nel Regno Unito poi. La canzone è stata inserita nella setlist del Diamonds World Tour.

## Successo commerciale
Nelle prime 4 settimane il singolo ha venduto più di 1.000.000 di copie equivalenti nei soli Stati Uniti, ottenendo la certificazione platino.

## Classifiche
| Classifica (2012/13)                | Posizione massima |
| ----------------------------------- | ----------------- |
| Francia                             | 110               |
| Regno Unito (R&B)                   | 17                |
| Stati Uniti                         | 55                |
| Stati Uniti (hot R&B/hip-hop songs) | 14                |